# Corso della Libertà (Bolzano)
Il Corso della Libertà (in tedesco Freiheitsstraße) è un monumentale viale di Bolzano, capoluogo dell'omonima provincia, e situato presso Piazza della Vittoria. Esso fu tracciato nel mezzo del quartiere di Gries-San Quirino durante il periodo fascista e si distingue per il suo stile architettonico razionalista in gran parte uniforme.

## Storia
A partire dal 1935/36, l'odierno Corso è stato allestito nel contesto del progetto fascista per una "Grande Bolzano" italianizzata, secondo il piano regolatore urbanistico approntato da Marcello Piacentini. Per guadagnare spazio per la nuova costruzione, sono stati rimossi alcuni edifici già esistenti del periodo austro-ungarico, come per esempio il maestoso Kuendlhof. Il nome originario della via era "Corso dell'Impero" o "Corso IX Maggio", in quanto il 9 maggio 1936 Benito Mussolini aveva proclamato l'Impero italiano in seguito all'occupazione militare dell'Abissinia. Solo dopo la liberazione dal nazifascismo nel 1945 la via ha ricevuto il nome attuale, che si riferisce esplicitamente alla sconfitta delle dittature fasciste.
La strada, concepita in modo assiale, collega il ponte Talvera (Talferbrücke) e la zona attorno al Monumento alla Vittoria, completato nel 1928 sempre su progetto del Piacentini, in linea retta con la piazza Gries (Grieser Platz). La strada è interrotta nel mezzo dall'odierna piazza Mazzini (Mazziniplatz), dove si trova la sede regionale della RAI. Il punto di partenza orientale della strada intorno al Monumento alla Vittoria era, nell'intenzione della progettazione fascista, il "Foro della Vittoria", affiancato dagli edifici scenografici dell'Istituto Nazionale Assicurazioni e dell'Istituto Nazionale per la Previdenza Sociale, progettati dagli architetti Paolo Rossi De Paoli e Michele Busiri Vici.
L'ex edificio centrale del viale era il "Palazzo del Turismo" (poi "Cinema Corso"), costruito nel 1938/40 su progetto dell'architetto veronese Armando Ronca. Per motivi di speculazione edilizia, l'edificio, esteticamente di alta qualità, è stato demolito nel 1988 e sostituito con un'architettura funzionale anonima.